# لياندرو ميغيل بيريرا سيلفا
لياندرو ميغيل بيريرا سيلفا (4 مايو 1994 في البرتغال - ) هو لاعب كرة قدم برتغالي في مركز الوسط. شارك مع منتخب البرتغال تحت 16 سنة لكرة القدم ومنتخب البرتغال تحت 17 سنة لكرة القدم ومنتخب البرتغال تحت 18 سنة لكرة القدم ومنتخب البرتغال تحت 19 سنة لكرة القدم ومنتخب البرتغال تحت 20 سنة لكرة القدم. أما مع النوادي، فقد لعب مع نادي أكاديميكا كويمبرا.

## وصلات خارجية
- لياندرو ميغيل بيريرا سيلفا على موقع قاعدة بيانات كرة القدم.إي يو (الإنجليزية)
- لياندرو ميغيل بيريرا سيلفا على موقع Soccerway.com (الإنجليزية)
- لياندرو ميغيل بيريرا سيلفا على موقع أوليمبيديا (الإنجليزية)
- لياندرو ميغيل بيريرا سيلفا على موقع AS.com (الإسبانية)